# A Trick of the Tail
A Trick of the Tail sedmi je studijski album britanskog sastava Genesis.

## Popis pjesama
Strana A
1. "Dance on a Volcano" - 5:53
2. "Entangled" - 6:28
3. "Squonk" - 6:27
4. "Mad Man Moon" - 7:35

Strana B
1. "Robbery, Assault and Battery" - 6:15
2. "Ripples...*" - 8:03
3. "A Trick of the Tail" - 4:34
4. "Los Endos" (instrumental) - 5:46

## Izvođači
- Phil Collins - vokal, prateći vokal, bubnjevi, udaraljke
- Steve Hackett – gitara, 12-žičana gitara
- Tony Banks – orgulje, sintesajzer, glasovir, prateći vokal, 12-žičana gitara, mellotron
- Mike Rutherford – bas-gitara, 12-žičana gitara